# Rosalind Chao
Rosalind Chao ((nascuda el 23 de setembre de 1957) és una actriu estatunidenca. Va aparèixer com a Soon-Lee Klinger al programa de mitjans dels anys vuitanta de la CBS AfterMASH, com a Rose Hsu Jordan a la pel·lícula de 1993 The Joy Luck Club, com a personatge recurrent de Keiko O'Brien a Star Trek: La nova generació i Star Trek: Deep Space Nine als anys noranta, i com a Dra. Kim a The O.C. el 2003. També va interpretar Hua Li, la mare de Mulan, al remake d'acció real del 2020 de Mulan. El 2024 va protagonitzar Ye Wenjie a la producció de Netflix de 3 Body Problem.

## Primers anys de vida i educació
Rosalind Chao va néixer a Los Angeles, Califòrnia, i es va criar a Anaheim. Els seus pares eren intèrprets de l'Òpera de Pequín abans de traslladar-se a Anaheim, on van dirigir un reeixit restaurant de creps, el Chao's Chinese and American Restaurant, davant de Disneyland. Chao hi va treballar des de ben jove.
Va estudiar al Pomona College de Claremont, Califòrnia, i després a la Universitat del Sud de Califòrnia, on es va llicenciar en periodisme audiovisual el 1978. Va treballar a Disneyland com a guia turística internacional, i va contemplar dedicar-se al periodisme com a carrera.

## Carrera
Els pares de Chao van ser fonamentals en la seva decisió de dedicar-se a la interpretació. Va començar a actuar als cinc anys, a la companyia itinerant d'òpera de Pequín amb seu a Califòrnia, amb la qual treballaven els seus pares. Durant l'estiu, la van enviar a Taiwan per continuar estudiant i adquirint experiència en interpretació.
De petita, va interpretar la filla del propietari d'una bugaderia (interpretada per James Hong) en un episodi de 1970 de Here's Lucy, "Lucy the Laundress".
Després de decidir no dedicar-se a la interpretació, Chao es va matricular al departament de comunicació de la Universitat del Sud de Califòrnia, on es va llicenciar en periodisme. No obstant això, després d'un any com a redactora becària de notícies de ràdio a l'emissora de ràdio Hollywood, propietat de la CBS KNX, va tornar a la interpretació.
El paper estrella de Chao va ser el de Soon-Lee, una refugiada sud-coreana, als episodis finals de la sèrie de televisió M*A*S*H. Soon-Lee es va casar amb el personatge protagonista de tota la vida Maxwell Klinger (Jamie Farr) al final de la sèrie "Goodbye, Farewell and Amen", que es va emetre el 28 de febrer de 1983 i va ser l'episodi de televisió de comèdia de situació dels EUA més vist de tots els temps a partir del 2021. Chao va repetir el paper a la seqüela de M*A*S*H, AfterMASH de 1983, el seu primer paper anunciat com a coprotagonista.
Chao va interpretar l'exobotànica japonesa Keiko O'Brien a les sèries de televisió Star Trek: La nova generació i Star Trek: Deep Space Nine. El 2010, es va publicar un memoràndum preliminar de càsting per a "La nova generació" del 1987, que revelava que originalment es va considerar a Chao per al paper de la cap de seguretat d'"Enterprise" Tasha Yar.
L'agost de 2018, Chao va ser escollida com a mare de Mulan a la nova versió d'imatge real de "Mulan" del 2020. El 2019, va ser convidada a unir-se a l'Acadèmia d'Arts i Ciències Cinematogràfiques, citant les seves contribucions a les pel·lícules aclamades per la crítica The Joy Luck Club i Em dic Sam.

## Vida personal
Chao va conèixer el seu marit Simon Templeman mentre treballaven al teatre al Mark Taper Forum. Tenen un fill i una filla.

## Filmografia

### Cinema
| Any  | Pel·lícula                              | Paper                        | Notes           |
| ---- | --------------------------------------- | ---------------------------- | --------------- |
| 1980 | The Big Brawl                           | Mae                          |                 |
| 1981 | Spider-Man: The Dragon's Challenge      | Emily Chan                   |                 |
| 1981 | Ull per ull                             | Linda Chen                   |                 |
| 1983 | Going Berserk                           | Kung Fu Girl                 |                 |
| 1987 | Slam Dance                              | Mrs. Bell                    |                 |
| 1987 | The Tribulations of a Chinese Gentleman | Lianhua                      |                 |
| 1988 | White Ghost                             | Thi Hau                      |                 |
| 1990 | Denial                                  | Terry                        |                 |
| 1990 | Thousand Pieces of Gold                 | Lalu Nathoy/Polly Bemis      |                 |
| 1992 | Memòries d'un home invisible            | Cathy DiTolla                |                 |
| 1993 | The Joy Luck Club                       | Rose                         |                 |
| 1994 | Un noi anomenat Nord                    | Mare xinesa                  |                 |
| 1994 | Love Affair                             | Lee                          |                 |
| 1997 | El final de la violència                | Claire                       |                 |
| 1998 | Més enllà dels somnis                   | Leona                        |                 |
| 2000 | Enemies of Laughter                     | Carla                        |                 |
| 2001 | Servei de companyia                     | Client femenina              |                 |
| 2001 | Impostor                                | Newscaster                   | Uncredited      |
| 2001 | Em dic Sam                              | Lily                         |                 |
| 2003 | Freaky Friday                           | Pei-Pei                      |                 |
| 2005 | Life of the Party                       | Mei Lin                      |                 |
| 2005 | Just like Heaven                        | Fran                         |                 |
| 2007 | Nanking                                 | Chang Yu Zheng               |                 |
| 2009 | The Rising Tide                         | Narrator                     |                 |
| 2012 | Knife Fight                             | Kate - Focus Group Moderator |                 |
| 2015 | Stockholm, Pennsylvania                 | Dr. Andrews                  |                 |
| 2017 | Tragedy Girls                           | Mayor Campbell               |                 |
| 2019 | Plus One                                | Angela                       |                 |
| 2019 | The Laundromat                          | Gu Kailai                    |                 |
| 2020 | Mulan                                   | Hua Li                       |                 |
| 2020 | Magic Camp                              | Lorraine                     | Sense acreditar |
| 2021 | Together Together                       | Dr. Andrews                  |                 |
| 2021 | The Starling                            | Fawn                         |                 |
| 2024 | Sacramento                              | Dr. Lisa Murray              |                 |
| 2025 | Freakier Friday                         | Pei-Pei                      | Post-producció  |

### Televisió
| Any       | Sèrie                                         | Paper                        | Notes                                               |
| --------- | --------------------------------------------- | ---------------------------- | --------------------------------------------------- |
| 1970      | Here's Lucy                                   | Linda Wong                   | 1 episodi                                           |
| 1972      | Anna and the King                             | Princesa Serana              | 1 episodi                                           |
| 1973      | Kung Fu                                       | Dansaire                     | Temporada 1, Episodi 5, "The Tide;" sense acreditar |
| 1976      | ABC Afterschool Specials                      | Filla de l'ambaixador kurmès | 1 episodi                                           |
| 1977      | The Hardy Boys/Nancy Drew Mysteries           | Lily                         | Episodi: "The Secret of the Jade Kwan Yin"          |
| 1977      | Kojak                                         | Grace Chen                   | Episodi: "The Summer of '69: Part 1"                |
| 1978      | The Incredible Hulk                           | Recepcionista                | Episodi: "Married"                                  |
| 1979      | How the West Was Won                          | Li Sin                       | Episodi: "China Girl"                               |
| 1979      | The Ultimate Imposter                         | Lai-Ping                     | Telefilm                                            |
| 1979      | Emergency! The Convention                     | Kathy                        | Telefilm                                            |
| 1979      | The Amazing Spider-Man                        | Emily Chan                   | Episodi: "The Chinese Web" (Part 1 & 2)             |
| 1979      | A Man Called Sloane                           | Soom Nuk                     | Episodi: "Tuned for Destruction"                    |
| 1979      | Mysterious Island of Beautiful Women          | Flower                       | Telefilm                                            |
| 1981      | The Misadventures of Sheriff Lobo             | Leslie Chiu                  | Episodi: "The Roller Disco Karate Kaper"            |
| 1981      | The Harlem Globetrotters on Gilligan's Island | Hotel Clerk                  | Telefilm                                            |
| 1981      | Twirl                                         | Kim King                     | Telefilm                                            |
| 1981      | One Day at a Time                             | Gloria                       | Episodi: "Julie Shows Up: Part 2"                   |
| 1981–83   | Diff'rent Strokes                             | Ming Li / Miss Chung         | Paper recurrent (8 episodis)                        |
| 1982      | Moonlight                                     | Daphne Wu                    | Telefilm                                            |
| 1982      | Bring 'Em Back Alive                          |                              | Episodi: "The Reel World of Frank Buck"             |
| 1983      | The Terry Fox Story                           | Rika                         | Telefilm                                            |
| 1983      | M*A*S*H                                       | Soon-Lee                     | paper recurrent (2 episodis)                        |
| 1983–85   | AfterMASH                                     | Soon-Lee Klinger             | Paper principal (30 episodis)                       |
| 1986      | Riptide                                       | Lucy                         | Episodi – "Smiles We Left Behind"                   |
| 1986      | Knight Power                                  | Queen of Weevils (voice)     | Episode: "Queen of Weevils"                         |
| 1986      | Falcon Crest                                  | Li Ying                      | Paper recurrent (4 episodis)                        |
| 1986      | Jack and Mike                                 | Holly Sykes                  | Episodi: "Pilot"                                    |
| 1986      | St. Elsewhere                                 | Mary Wilson                  | Episodi: "Not My Type"                              |
| 1986      | The A-Team                                    | Alice Heath                  | Episodi: "Point of No Return"                       |
| 1986      | American Playhouse                            | Ku Ling                      | Episodi: "Paper Angels"                             |
| 1987      | Spies                                         |                              | Episodi: "From China with Love"                     |
| 1987      | Stingray                                      | Colette Tran                 | Episodi: "Anytime, Anywhere"                        |
| 1987      | Max Headroom                                  | Angie Barry                  | 2 episodis                                          |
| 1987      | Private Eye                                   | Kai-Lee                      | Episodi: "Nobody Dies in Chinatown"                 |
| 1988      | La Bella i la Bèstia                          | Lin Wong                     | Episodi: "China Moon"                               |
| 1988      | Tour of Duty                                  | Li Kiem                      | Episodi: "Gray-Brown Odyssey"                       |
| 1988      | Shooter                                       | Lan                          | Telefilm                                            |
| 1988      | Miami Vice                                    | Mai Ying                     | Episodi: "Heart of Night"                           |
| 1989      | Jake and the Fatman                           | Elaine Nakasone              | Episodi: "The Way You Look Tonight"                 |
| 1990      | Drug Wars: The Camarena Story                 | Thanh Steinmetz              | 3 episodis                                          |
| 1990      | Against the Law                               | Toy Feng                     | Episodi: "Pilot"                                    |
| 1991      | Thirtysomething                               | Willa Camden                 | Episodi: "California"                               |
| 1991–92   | Star Trek: La nova generació                  | Keiko O'Brien                | Paper recurrent (8 episodis)                        |
| 1992      | Intruders                                     | Dr. Jenny Sakai              | 2 episodis                                          |
| 1993–99   | Star Trek: Deep Space Nine                    | Keiko O'Brien                | Paper recurrent (19 episodis)                       |
| 1994      | Web of Deception                              | Dr. Sheila Prosser           | Telefilm                                            |
| 1995      | S'ha escrit un crim                           | Phoebe Campbell              | Episodi: "Nailed"                                   |
| 1995      | Chicago Hope                                  | Allison Granger              | Episodi: "Rise from the Dead"                       |
| 1995–96   | The Magic School Bus                          | Mrs. Li (veu)                | 2 episodis                                          |
| 1996      | To Love, Honor and Deceive                    | Amic sense nom de Sydney     | Telefilm                                            |
| 1998      | Brimstone                                     | Nina Chou                    | Episodi: "Poem"                                     |
| 1999      | Get Real                                      | Anne Collins                 | Episodi: "Passages"                                 |
| 1999      | ER                                            | Dr. Chao                     | Episodi: "Humpty Dumpty"                            |
| 2000      | Family Law                                    | Dr. Seabourne                | Episodi: "Going Home"                               |
| 2001      | Gideon's Crossing                             | Claire Hines                 | Episodi: "Filaments and Ligatures"                  |
| 2001      | The West Wing                                 | Jane Gentry                  | Episodi: "The Fall's Gonna Kill You"                |
| 2001      | Arliss                                        | Karen                        | Episodi: "As Others See Us"                         |
| 2001      | Three Blind Mice                              | Li Mei Chen                  | Telefilm                                            |
| 2001      | Citizen Baines                                | Dr. Judith Lin               | Paper recurrent (3 episodis)                        |
| 2001      | Once and Again                                | Tami Seitz                   | Episodi: "Pictures"                                 |
| 2002      | Dharma & Greg                                 | Patricia                     | Episodi: "Tuesday's Child"                          |
| 2002      | MDs                                           | Angela Yuan                  | Episodi: "R.I.P."                                   |
| 2003–06   | The O.C.                                      | Dr. Kim                      | Paper recurrent (6 episodis)                        |
| 2003      | Without a Trace                               | Helen Collins                | Episodi: "Hang on to Me"                            |
| 2003      | Monk                                          | Arleen Cassidy               | Episodi: "Mr. Monk Goes Back to School"             |
| 2003      | The Parkers                                   | Prof. Thornhill              | Episodi: "Cheaters Never Prosper"                   |
| 2003–04   | 10-8: Officers on Duty                        | Lt. Maggie Chen              | 4 episodis                                          |
| 2004      | Century City                                  | Doctor                       | Episodi: "The Face Was Familiar"                    |
| 2004      | Medical Investigation                         | Dr. Kramer                   | Episodi: "Price of Pleasure"                        |
| 2004      | Center of the Universe                        | Dr. Geisler                  | Episodi: "Art's Heart"                              |
| 2005      | Six Feet Under                                | Cindy                        | 3 episodis                                          |
| 2005      | According to Jim                              | Sally Wu                     | Episodi: "James & the Annoying Peach"               |
| 2006      | Ben 10                                        | Councilwoman Liang (veu)     | Episodi: "Side Effects"                             |
| 2006      | W.I.T.C.H.                                    | Joan Lin, Mandy (veu)        | Episodi: "V Is for Victory"                         |
| 2007      | Tell Me You Love Me                           | Cynthia                      | Paper recurrent (3 episodis)                        |
| 2008      | Grey's Anatomy                                | Kathleen Patterson           | Episodi: "All By Myself"                            |
| 2009      | Private Practice                              | Lillie Jordan                | Episodi: "Slip Slidin' Away"                        |
| 2010      | CSI                                           | Michelle Huntley             | Episodi: "Long Ball"                                |
| 2010      | Trauma                                        | Terapista                    | 2 episodis                                          |
| 2010      | The Event                                     | Doctor                       | 2 episodis                                          |
| 2011      | Law & Order: Criminal Intent                  | Mrs. Zhuang                  | Episodi: "Cadaver"                                  |
| 2012      | Don't Trust the B---- in Apartment 23         | Pastor Jin                   | Paper recurrent (4 episodis)                        |
| 2012      | Bones                                         | Mandy Oh                     | Episodi: "The Suit on the Set"                      |
| 2014      | Intelligence                                  | Sheng-Li wang                | Episodi: "Pilot"                                    |
| 2014      | Shameless                                     | Doctor                       | Episodi: "Strangers on a Train"                     |
| 2014      | The Neighbors                                 | Barb Hartley                 | 2 episodis                                          |
| 2014      | Forever                                       | Frenchman                    | Episodi: "The Frustrating Thing About Psychopaths"  |
| 2015      | Castle                                        | Mimi Tan                     | Episodi: "Hong Kong Hustle"                         |
| 2015      | Sin City Saints                               | Mrs. Wu                      | 5 episodis                                          |
| 2016      | The Muppets                                   | Dona #1                      | Episodi: "A Tail of Two Piggies"                    |
| 2016      | Hawaii Five-0                                 | Governadora Keiko Mahoe      | Episodi: "Makaukau 'oe e Pa'ani?"                   |
| 2016      | The OA                                        | Patricia Knowler             | Episodi: "Champion"                                 |
| 2017      | Black-ish                                     | Dr. Stone                    | Episodi: "Manternity"                               |
| 2017      | The Catch                                     | Kohana Takashi               | Episodi: "The Dining Hall"                          |
| 2018      | Code Black                                    | Jae Eun                      | 2 episodis                                          |
| 2019      | This Is Us                                    | Anna                         | Episodi: "The Pool: Part Two "                      |
| 2020      | The L Word: Generation Q                      | Grace Lee                    | Episodi: "Lose It All"                              |
| 2020–22   | Better Things                                 | Caroline                     | 6 episodis                                          |
| 2022      | The First Lady                                | Tina Tchen                   | [ 29 ]                                              |
| 2023–2024 | Sweet Tooth                                   | Mrs. Zhang                   | Convidada temporada 2; Principal temporada 3        |
| 2024      | 3 Body Problem                                | Ye Wenjie                    |                                                     |

### Teatre
| Any  | Títol          | Paper   | Notes                  |
| ---- | -------------- | ------- | ---------------------- |
| 2008 | Some Girl(s)   | Lindsay |                        |
| 2018 | The Great Wave | Etsuko  | Royal National Theatre |

### Jocs
| Any  | Títol                   | Paper                |
| ---- | ----------------------- | -------------------- |
| 1995 | Shanghai: Great Moments | Rosalind Chao / Guia |